# Rolf Lauter
 (mars 2022).
La mise en forme du texte ne suit pas les recommandations de Wikipédia : il faut le « wikifier ».
Les points d'amélioration suivants sont les cas les plus fréquents :
- Les titres sont pré-formatés par le logiciel. Ils ne sont ni en capitales, ni en gras.
- Le texte ne doit pas être écrit en capitales (les noms de famille non plus), ni en gras, ni en italique, ni en « petit »…
- Le gras n'est utilisé que pour surligner le titre de l'article dans l'introduction, une seule fois.
- L'italique est rarement utilisé : mots en langue étrangère, titres d'œuvres, noms de bateaux, etc.
- Les citations ne sont pas en italique mais en corps de texte normal. Elles sont entourées par des guillemets français : « et ».
- Les listes à puces sont à éviter, des paragraphes rédigés étant largement préférés. Les tableaux sont à réserver à la présentation de données structurées (résultats, etc.).
- Les appels de note de bas de page (petits chiffres en exposant, introduits par l'outil «  Source ») sont à placer entre la fin de phrase et le point final[comme ça].
- Les liens internes (vers d'autres articles de Wikipédia) sont à choisir avec parcimonie. Créez des liens vers des articles approfondissant le sujet. Les termes génériques sans rapport avec le sujet sont à éviter, ainsi que les répétitions de liens vers un même terme.
- Les liens externes sont à placer uniquement dans une section « Liens externes », à la fin de l'article. Ces liens sont à choisir avec parcimonie suivant les règles définies. Si un lien sert de source à l'article, son insertion dans le texte est à faire par les notes de bas de page.
- La présentation des références doit suivre les conventions bibliographiques. Il est recommandé d'utiliser les modèles {{Ouvrage}}, {{Chapitre}}, {{Article}}, {{Lien web}} et/ou {{Bibliographie}}. Le mode d'édition visuel peut mettre en forme automatiquement les références.
- Insérer une infobox (cadre d'informations à droite) n'est pas obligatoire pour parachever la mise en page.

Pour une aide détaillée, merci de consulter Aide:Wikification.
Si vous pensez que ces points ont été résolus, vous pouvez retirer ce bandeau et améliorer la mise en forme d'un autre article.
Rolf Dieter Lauter, né le 3 décembre 1952 à Mannheim, est un historien de l'art, conservateur et conseiller artistique allemand, spécialisé en art contemporain.

## Biographie
Lauter a déjà travaillé pendant son temps au lycée (1963-1971) comme conservateur adjoint et pendant ses études de 1972-1984 comme conservateur des expositions à la galerie Margarete Lauter à Mannheim. À partir de 1972, il a étudié l'histoire de l'art, l'archéologie classique, l'archéologie chrétienne, les langues et littératures romanes et la philosophie à l'Université de Heidelberg et à l'Université de Göttingen. Avec le professeur Peter Anselm Riedl à Heidelberg, il a obtenu son doctorat en 1984 sur la Sculpture variable au XXe siècle.

## Fonctions culturelles

### MMK Museum für Moderne Kunst Frankfurt (1984-2002)
Peter Iden Directeur fondateur du Museum für Moderne Kunst Frankfurt (1978-1988) et Hilmar Hoffmann (conseiller et chef du Département de la culture Francfort 1970-1990) ont nommé Lauter en 1984 comme premier conservateur du Museum für Moderne Kunst de Francfort. 1984-1991 Lauter a été coordinateur de l'architecture du nouveau bâtiment en coopération avec l'architecte du musée Hans Hollein. Avec la direction de Jean-Christophe Ammann [8] au MMK (1989-2001), Lauter est nommé conservateur en chef et directeur adjoint responsable de l'organisation centrale et des expositions spéciales. Entre 1985 et 2002, Lauter a organisé entre autres les expositions: Carl Andre: Extraneous roots, Francfort (1991); Neo Rauch, Jürgen Ponto-Stiftung / Dresdner Bank AG, Francfort (1993); Views from Abroad: European Perspectives on American Art, Whitney Museum, New York (1996) et Museum für Moderne Kunst, Francfort (1997); Alighiero Boetti: Mettere al Mondo il Mondo, Francfort (1998); Bill Viola: A 25 Year Survey Exhibition, Francfort (1999); Dan Flavin: Two Primary Series and one Secondary, Francfort (1999); Eric Fischl: A Travel of Romance, Francfort (2000); Lucian Freud: Naked Portraits, Francfort (2000/2001); Jeff Wall: Figures and Places, Francfort (2001). Entre 1991 et 2001 Ammann et Lauter ont réalisé XX expositions de changement de scène, concept celèbre du musée. En 1999, création d'un nouveau «Project Space Old Customs Building» pour les expositions, programme de films et de vidéos «Screenings». En octobre 2002, Lauter quitte pour devenir directeur de la Kunsthalle Mannheim.

### Galerie Jahrhunderthalle Hoechst (1987-2002)
Depuis 1987, nommé commissaire des expositions du Museum für Moderne Kunst à la Galerie Jahrhunderthalle Hoechst à Francfort en collaboration avec Michael Hocks, directeur et représentant autorisé du centre de concerts et de congrès Jahrhunderthalle pendant 1986-1998 . Les expositions organisées par Lauter étaient entre autres: Charlotte Posenenske, 1990; Das MMK zu Gast in der Jahrhunderthalle Hoechst, 1993; Zeitgenössische Kunst aus Frankfurter Banken, 1994; Das Museum für Moderne Kunst und die Sammlung Ströher, 1994/1995; Querpass I. MMK und Städel im Dialogue, 1997; Querpass II. MMK und Städel im Dialog, 1997-1998; Alighiero Boetti, Mettere al Mondo il Mondo, 1998.

### Kunsthalle Mannheim (2002-2007)
Dieter Hasselbach, président des Amis de la Kunsthalle Mannheim (2002-2016) et Peter Kurz, Chef du Département de la Culture et Maire de Mannheim (2007-présent) ont nommé Lauter en 2002 en tant que directeur de la Kunsthalle Mannheim (2002 -2007).  À partir de 2003, Lauter a tenté d'aborder un nouveau modèle de musée. Dans plusieurs expositions entre 2003 à 2007 il a changé la présentation chronologique de la collection, élargi avec de nouveaux médias et des prêts privés permanents pour créer des correspondances croisées interculturelles d'œuvres ayant un contenu et des formes d'expression comparables. Les expositions principales de Lauter pour la Kunsthalle Mannheim étaient: Blickachsen 4, Skulpturen im Kurpark, Bad Homburg (2003); Yan Pei-Ming: The Way of the Dragon, Kunsthalle Mannheim (2004); Direkte Malerei / Direct Painting, Kunsthalle Mannheim (2004/05); The American Dream. Sammlung DZ Bank, Kunsthalle Mannheim 2005; Cecily Brown: Paintings, Kunsthalle Mannheim & Modern Art Oxford 2005; Jaume Plensa: Is Art Something in Between?, Kunsthalle Mannheim 2005; James Turrell: Four Eyes, Kunsthalle Mannheim (2007),. Avec l'exposition Full House: Faces of a Collection en 2006 et 100 Years Kunsthalle Mannheim en 2007, Lauter a complété son nouveau concept de musée avec une présentation de l'ensemble de la collection en dialogue avec des œuvres de jeunes artistes internationaux. Après son remplacement très discuté, de la direction de la Kunsthalle en automne 2007 par la municipalité, Lauter était représentant culturel pour les Beaux-Arts de la ville de Mannheim pendant deux ans.

### Représentant culturel des Beaux-Arts de la ville de Mannheim 2008-2009
De 2008 à 2009, Lauter conceptualisait de nombreuses approches du développement culturel et urbanistique de la ville de Mannheim dont la vaste exposition artscoutone (2009/2010) a eu un impact durable dans la région métropolitaine. Ses concepts pour un urbanisme culturel et les projets pour l'implantation d'institutions culturelles dans la zone portuaire culturel ont déjà été mis en œuvre.

## Autres rôles
- 1975 & 1976 Conservateur adjoint au Wallraf-Richartz-Museum/Museum Ludwig, Cologne.
- 1990-91 L'art contemporain dans l'espace public. Installations spécifiques au site dans le centre-ville de Frankfurt am Main de: Catherine Beaugrand, Richard Deacon, Owen Griffith, Ottmar Hörl, Joseph Kosuth, Sol Lewitt, Christiane Möbus, Bruce Nauman, Fabrizio Plessi, James Reineking, Michel Sauer, Joel Shapiro et Franz Erhard Walther.
- 1989-1994 Professeur invité d'art contemporain à l'Université de Marburg.
- 1995- Éditeur de la série Positions de l'art contemporain[49]
- 2003-2006 Professeur invité d'art moderne à l'Université de Mannheim.
- 1997-2002 Représentant spécial pour le développement urbain culturel de Francfort au nom du maire Petra Roth et concept fondateur de la Kulturmeile Braubachstraße[50]
- 2003 Conservateur invité pour Blickachsen 4[51], sculptures dans les jardins thermaux de Bad Homburg avec sculptures de: Carl Andre, Miguel Berrocal, Ricardo Calero, Eric Fischl, Antony Gormley, Nigel Hall, Per Kirkeby, Joseph Kosuth, Markus Lüpertz, A. R. Penck, Lawrence Weiner et autres[52]
- 2005-2010 Membre du comité scientifique du Museo d'Arte Moderna Rovereto (MART)[53]
- 2010-2012 Directeur de la Swiss Art Institution, Karlsruhe[54]
- 2010- Fondateur et directeur général de nouvelles plateformes et laboratoires d'art pour promouvoir l'art et la créativité des jeunes artistes d'artlabmannheim[55], artlabheidelberg[56] et artlabberlin[57]

Lauter vit et travaille à Zurich en Suisse depuis 2014.